# Wörth an der Donau
Pour les articles homonymes, voir Wörth.
Wörth an der Donau est une ville de Bavière (Allemagne), située dans l'arrondissement de Ratisbonne, dans le district du Haut-Palatinat.

## Château de Wörth
Le château d'époque Renaissance fait partie des grands monuments du Haut-Palatinat. Sa forme actuelle remonte au début du XVIIe siècle, lorsque le prince-évêque Albert von Toerring fait reconstruire ce château médiévale en résidence. On y trouve la chapelle Saint-Martin construite en 1616 dont la décoration date de la fin du XVIIe siècle. Le château abrite désormais une maison de retraite.
De 914 à 1810, le château a été de manière ininterrompue la propriété des princes-évêques de Ratisbonne, de 1810 à 1812 celle du roi de Bavière et ensuite jusqu'en 1878 celle des princes de Tour-et-Taxis (Thurn und Taxis). Le château est réquisitionné entre 1933 et 1935 comme camp de travail civil obligatoire. La famille le loue à une école de chemin de fer entre 1949 et 1976. De 1978 à 1983, il appartient à un promoteur immobilier de Mötzing, avant d'être en 1984 acheté par une société comprenant une cinquantaine de propriétaires dont le plus important est l'arrondissement de Ratisbonne, et qui possèdent aussi la montagne du château, la chapelle et la salle du rond-point. Environ 40% du château est accessible aujourd'hui à la visite.